# 고하채족
고하채족(高河菜族, 학명: Megacarpaeeae 메가카르파이에아이[*])은 배추과의 족이다.

## 하위 분류
- 고하채속(Megacarpaea DC.)
- Pugionium Gaertn.